# 馬德拉斯普林斯 (馬里蘭州)
馬德拉斯普林斯（英語：Mardela Springs）是一個位於美國馬里蘭州威科米科縣的市鎮。

## 人口
根據2020年美國人口普查的數據，馬德拉斯普林斯的面積為1.07平方千米，當中陸地面積為1.05平方千米，而水域面積為0.02平方千米。當地共有人口357人，而人口密度為每平方千米334人。